# О’Лири, Луис Джеймс
Луис Джеймс О’Лири (англ. Louis James O'Leary; 17 августа 1877 года, Ришибакто, провинция Нью-Брансуик, Канада — 8 июля 1930 года, Дейтон, США) — шестой епископ Шарлоттауна с 30 сентября 1920 года по 8 июля 1930 года.

## Биография
Родился в 1877 году в городе Ришибакто провинции Нью-Брансуик, Канада. Старший брат епископа Генри Джозефа О’Лири. После окончания Колледжа Святого Иосифа в Мемрамкуке изучал философию и теологию в Высшей семинарии в Монреале. Затем обучался в Риме, где 14 апреля 1900 года был рукоположён в священники для служения в епархии Чатема (с 1938 года — епархия Батерста). После рукоположения продолжал своё обучение в Риме, где получил научные степени доктора теологии и канонического права. Возвратившись на родину, служил канцлером епархии Чатема.
29 января 1914 года римский папа Пий X назначил его вспомогательным епископом епархии Чатема и титулярным епископом Иераполиса Изаурского. 11 июня 1914 года состоялось его рукоположение в епископы, которое совершил архиепископ Л’Акуилы и апостольский делегат Канады и Ньюфаундленда Пеллегрино Франческо Станьи в сослужении с епископом Шарлоттауна Генри Джеймсом О’Лири и епископом Питерборо Майклом Джозефом  О’Брайеном.
10 сентября 1920 года римский папа Бенедикт V назначил его епископом Шарлоттауна. Сменил своего младшего брата, который был назначен архиепископом Эдмонтона.
В конце 1929 года отправился на отдых к своему брату в Дейтон, где скончался 8 июля 1930 года. Похоронен на католическом кладбище в Шарлоттауне.